# The Adventures of Mimi Tour
The Adventures of Mimi Tour è il sesto tour della cantautrice Mariah Carey, per promuovere l'album The Emancipation of Mimi; ha inizio nel luglio del 2006, e si conclude nell'ottobre dello stesso anno, dopo 2 tappe in Africa, 25 negli Stati Uniti, 7 in Canada e 7 in Asia.

## La storia del Tour
In origine Mariah Carey non voleva intraprendere un nuovo tour: il suo The Emancipation of Mimi vendeva molto e stazionava ancora nelle classifiche dei principali mercati mondiali.
Tuttavia, dopo le insistenze e le petizioni di molti fan, la cantautrice decide di partire per una nuova serie di concerti, con prima tappa in Africa, a Tunisi.

## Il concerto
Il palcoscenico di questo nuovo tour consiste in un palco principale e in un palco B, situato al centro dell'arena, dove la cantautrice interpreta Fantasy, Don't forget about us e Always be my baby.
Una novità è anche il cosiddetto momento "Snippets", durante il quale Mariah dialoga e scherza col pubblico, interpretando alcuni pezzi in maniera integrale o parziale (snippet, appunto), a seconda della serata.

## Scaletta
1. "Rollercoaster" (Introduzione Video)
2. "It's Like That" (contiene elementi di "Sucker MC's" e "Hollis Crew" dei Run DMC)
3. "Heartbreaker" (contiene elementi del "Desert Storm Remix")
4. "Dreamlover" (contiene elementi di "Juicy" di Notorious B.I.G.)
5. "My All"
6. "Shake It Off"
7. "Vision of Love"
8. "Fly Like a Bird"
9. "I'll Be There"
10. "My Everything" (interpretata da Trey Lorenz)
11. "Fantasy"
12. "Don't Forget About Us"
13. "Always Be My Baby"
14. "Honey" (contiene elementi del "Bad Boy Remix")
15. "I Wish You Knew" (Snippet)
16. "Thank God I Found You" (Make It Last Remix) [con Trey Lorenz]
17. "One Sweet Day" (con Trey Lorenz)
18. "Hero"
19. "We Belong Together"
20. "Fly Away (Butterfly Reprise)" (Outro)

## Date del tour

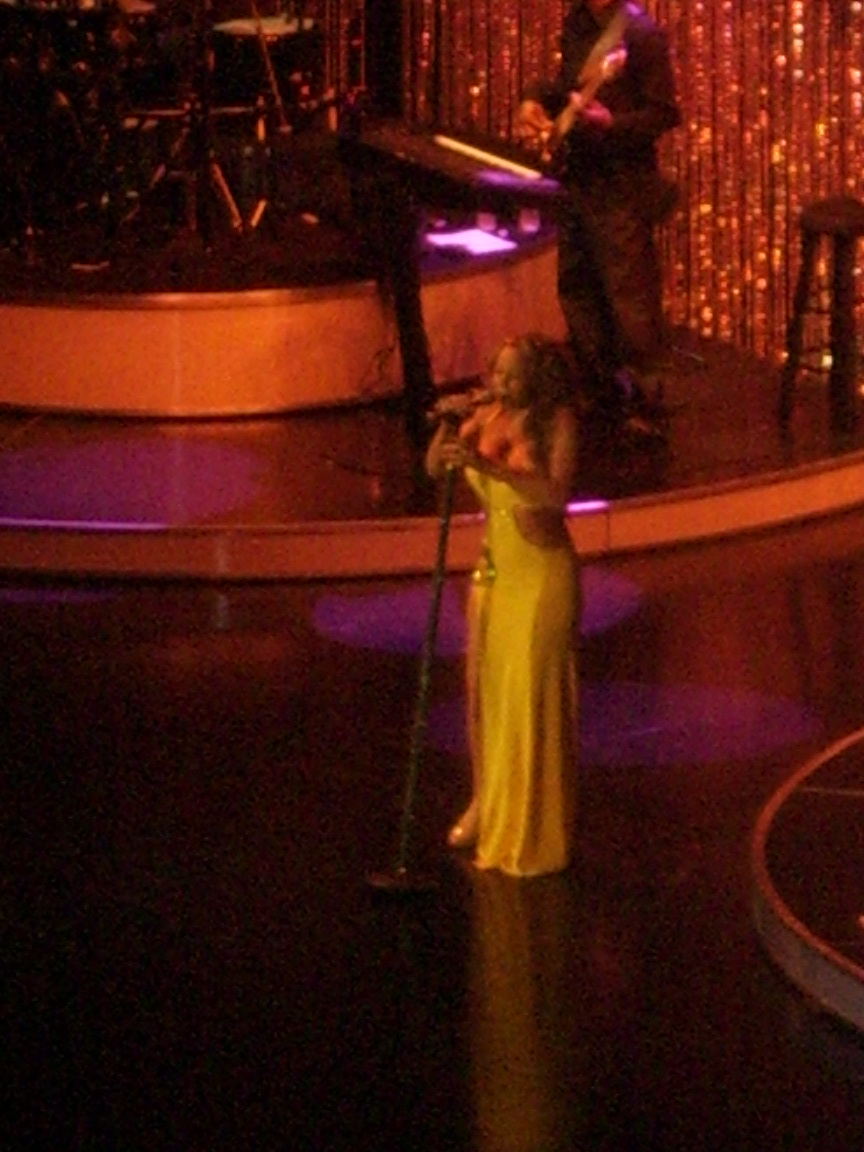
Mariah Carey in Florida

| Data         | Città           | Paese       | Luogo                         |
| ------------ | --------------- | ----------- | ----------------------------- |
| Nord Africa  |                 |             |                               |
| 22 luglio    | Tunisi          | Tunisia     | Stadio El Menzah              |
| 24 luglio    | Tunisi          | Tunisia     | Stadio El Menzah              |
| Nord America |                 |             |                               |
| 5 agosto     | Miami           | Stati Uniti | AmericanAirlines Arena        |
| 7 agosto     | Tampa           | Stati Uniti | Tampa Bay Times Forum         |
| 9 agosto     | Atlanta         | Stati Uniti | Philips Arena                 |
| 11 agosto    | Filadelfia      | Stati Uniti | Wachovia Center               |
| 13 agosto    | Toronto         | Canada      | Air Canada Centre             |
| 15 agosto    | Montréal        | Canada      | Centre Bell                   |
| 17 agosto    | Atlantic City   | Stati Uniti | Trump Taj Mahal               |
| 19 agosto    | Atlantic City   | Stati Uniti | Trump Taj Mahal               |
| 22 agosto    | Boston          | Stati Uniti | TD Banknorth Garden           |
| 23 agosto    | New York        | Stati Uniti | Madison Square Garden         |
| 25 agosto    | Uncasville      | Stati Uniti | Mohegan Sun Arena             |
| 27 agosto    | East Rutherford | Stati Uniti | Continental Airlines Arena    |
| 29 agosto    | Toronto         | Canada      | Air Canada Center             |
| 1º settembre | Albany          | Stati Uniti | Pepsi Arena                   |
| 3 settembre  | Wantagh         | Stati Uniti | Nikon at Jones Beach Theater  |
| 5 settembre  | Verona          | Stati Uniti | Turning Stone Casino & Resort |
| 7 settembre  | Washington      | Stati Uniti | Verizon Center                |
| 9 settembre  | Detroit         | Stati Uniti | Palace of Auburn Hills        |
| 11 settembre | Chicago         | Stati Uniti | United Center                 |
| 14 settembre | Houston         | Stati Uniti | Toyota Center                 |
| 16 settembre | Dallas          | Stati Uniti | American Airlines Center      |
| 19 settembre | Winnipeg        | Canada      | MTS Centre                    |
| 21 settembre | Edmonton        | Canada      | Rexall Place                  |
| 23 settembre | Vancouver       | Canada      | General Motors Place          |
| 25 settembre | Calgary         | Canada      | Pengrowth Saddledome          |
| 27 settembre | Sacramento      | Stati Uniti | ARCO Arena                    |
| 30 settembre | Las Vegas       | Stati Uniti | MGM Grand Garden Arena        |
| 2 ottobre    | Oakland         | Stati Uniti | Oracle Arena                  |
| 4 ottobre    | San Diego       | Stati Uniti | iPayOne Center                |
| 6 ottobre    | Los Angeles     | Stati Uniti | Staples Center                |
| 8 ottobre    | Anaheim         | Stati Uniti | Honda Center                  |
| 10 ottobre   | Phoenix         | Stati Uniti | US Airways Center             |
| Asia         |                 |             |                               |
| 16 ottobre   | Tokyo           | Giappone    | Nippon Budokan                |
| 18 ottobre   | Nagoya          | Giappone    | Nagoya Rainbow Hall           |
| 20 ottobre   | Saitama         | Giappone    | Saitama Super Arena           |
| 21 ottobre   | Saitama         | Giappone    | Saitama Super Arena           |
| 24 ottobre   | Osaka           | Giappone    | Osaka-jō Hall                 |
| 25 ottobre   | Osaka           | Giappone    | Osaka-jō Hall                 |

Cancellazioni e riprogrammazioni
| Data              | Città                 | Luogo        | Note                                           |
| ----------------- | --------------------- | ------------ | ---------------------------------------------- |
| 3 settembre 2006  | Hershey - Stati Uniti | Giant Center | Cancellato a causa dei pochi biglietti venduti |
| 18 settembre 2006 | Denver - Stati Uniti  | Pepsi Center | Cancellato a causa dei pochi biglietti venduti |
| 25 settembre 2006 | Seattle - Stati Uniti | KeyArena     | Cancellato a causa dei pochi biglietti venduti |
| 28 ottobre 2006   | Hong Kong - Cina      | Tamar site   | Cancellato a causa di problemi organizzativi   |

## Dati Box office
| Luogo                        | Città            | Biglietti venduti / Disponibili | Incasso     |
| ---------------------------- | ---------------- | ------------------------------- | ----------- |
| Stade El Menzah              | Tunisi           | 42,525 / 42,525 (100%)          | $5,626,738  |
| American Airlines Arena      | Miami            | 13,156 / 13,156 (100%)          | $1,074,620  |
| St. Pete Times Forum         | Tampa            | 13,354 / 13,542 (99%)           | $714,455    |
| Philips Arena                | Atlanta          | 11,226 / 13,288 (84%)           | $660,595    |
| Wachovia Center              | Philadelphia     | 15,160 / 15,160 (100%)          | $1,516,136  |
| Air Canada Centre            | Toronto          | 27,064 / 27,064 (100%)          | $2,039,161  |
| Bell Centre                  | Montreal         | 13,200 / 14,161 (93%)           | $810,980    |
| Trump Taj                    | Atlantic City    | 10,00 / 10,000 (100%)           | $1,796,606  |
| TD Garden                    | Boston           | 11,993 / 14,922 (80%)           | $1,034,794  |
| Madison Square Garden        | New York         | 13,930 / 13,930 (100%)          | $1,300,400  |
| Continental Airlines Arena   | East Rutherford  | 12,697 / 13,525 (94%)           | $1,076,790  |
| Pepsi Arena                  | Albany           | 6,519 / 6,519 (100%)            | $511,211    |
| Nikon at Jones Beach Theater | Wantagh          | 11,725 / 13,855 (85%)           | $654,534    |
| Verizon Center               | Washington, D.C. | 12,121 / 14,199 (85%)           | $839,643    |
| The Palace of Auburn Hills   | Auburn Hills     | 12,804 / 12,804 (100%)          | $894,399    |
| United Center                | Chicago          | 12,958 / 13,930 (93%)           | $919,268    |
| Toyota Center                | Houston          | 11,252 / 11,830 (95%)           | $828,293    |
| American Airlines Center     | Dallas           | 10,521 / 11,494 (91%)           | $806,096    |
| MTS Centre                   | Winnipeg         | 8,915 / 9,557 (93%)             | $611,223    |
| Rexall Place                 | Edmonton         | 12,013 / 12,578 (95%)           | $880,306    |
| General Motors Place         | Vancouver        | 14,189 / 14,652 (97%)           | $1,223,100  |
| Pengrowth Saddledome         | Calgary          | 11,984 / 11,984 (100%)          | $815,242    |
| ARCO Center                  | Sacramento       | 12,353 / 12,510 (99%)           | $938,106    |
| MGM Grand Garden Arena       | Paradise         | 13,730 / 13,730 (100%)          | $1,844,530  |
| Oakland Arena                | Oakland          | 12,510 / 13,585 (92%)           | $960,369    |
| San Diego Sports Arena       | San Diego        | 9,480 / 10,000 (95%)            | $765,431    |
| Staples Center               | Los Angeles      | 12,844 / 13,882 (92%)           | $1,230,397  |
| Honda Center                 | Anaheim          | 11,475 / 12,024 (95%)           | $918,283    |
| US Airways Arena             | Phoenix          | 12,049 / 13,136 (92%)           | $880,739    |
| Nippon Budokan               | Tokyo            | 13,509 / 13,509 (100%)          | $1,853,702  |
| Nagoya Rainbow Hall          | Nagoya           | 9,853 / 9,853 (100%)            | $1,425,184  |
| Saitama Super Arena          | Saitama          | 70,454 / 70,454 (100%)          | $11,345,193 |
| Osaka-jō Hall                | Osaka            | 13,105 / 13,105 (100%)          | $1,965,010  |
| TOTALE                       | TOTALE           | 500,668 / 507,327 (98%)         | $50,761,934 |